# Quadricyclan
Quadricyclan ist ein gespannter, multicyclischer Kohlenwasserstoff, der als potentieller Kandidat für Raketentreibstoffe und zur Speicherung von Sonnenenergie diskutiert wird. Diese Anwendungen sind limitiert durch die relativ niedrige Zersetzungstemperatur von unter 400 °C.

## Struktur und Eigenschaften
Quadricyclan ist ein hochgespanntes Molekül (329,5 kJ/mol). Die Isomerisierung zu Norbornadien geschieht ohne Katalysatoren bei niedrigen Temperaturen langsam. Wegen seiner gespannten Struktur und thermischen Stabilität wurde es intensiv untersucht.

## Herstellung
Quadricyclan wird durch Bestrahlung von Norbornadien mit UV-Strahlung von ca. 300 nm in Gegenwart von Sensibilisierern wie Michlers Keton hergestellt. Andere Sensibilisierer wie Aceton, Kupfer(I)-chlorid, Benzophenon, Acetophenon, können auch genutzt werden, ergeben aber schlechtere Ausbeuten.

Reaktion von Norbornadien zu Quadricyclan:
Hinreaktion durch Energiezufuhr aus UV-Licht hν und Rückreaktion durch Temperaturerhöhung Δ
Die Rückreaktion ist in Gegenwart von Metallkomplexkatalysatoren wie Metall-Porphyrinen bei Temperaturen über 100 °C möglich.

## Speicherung von Sonnenenergie
Durch die Isomerisierung von Norbornadien zu Quadricyclan wird eine Energie von ΔH = −89 kJ/mol 'gespeichert'. Das System kann also potentiell als Speicher für Solarenergie genutzt werden. Da die Hauptabsorption dieser Reaktion bei rund 300 nm liegt, aber nur geringe Anteile des Sonnenlichts unter 400 nm liegen, ist dieser Einsatz aber begrenzt.

## Reaktionen
Quadricyclan reagiert glatt mit Essigsäure zu einer Mischung von Nortricyclylacetat und exo-Norbornylacetat.  Ähnlich wie Cyclopropan geht Quadricyclan  Additionsreaktionen ein, z. B. auch mit Brom oder Wasserstoff. Dabei entstehen Norbornen- oder Norbornadienderivate. Es reagiert auch mit vielen Dienophilen zu 1:1-Addukten.